# نافانتيا

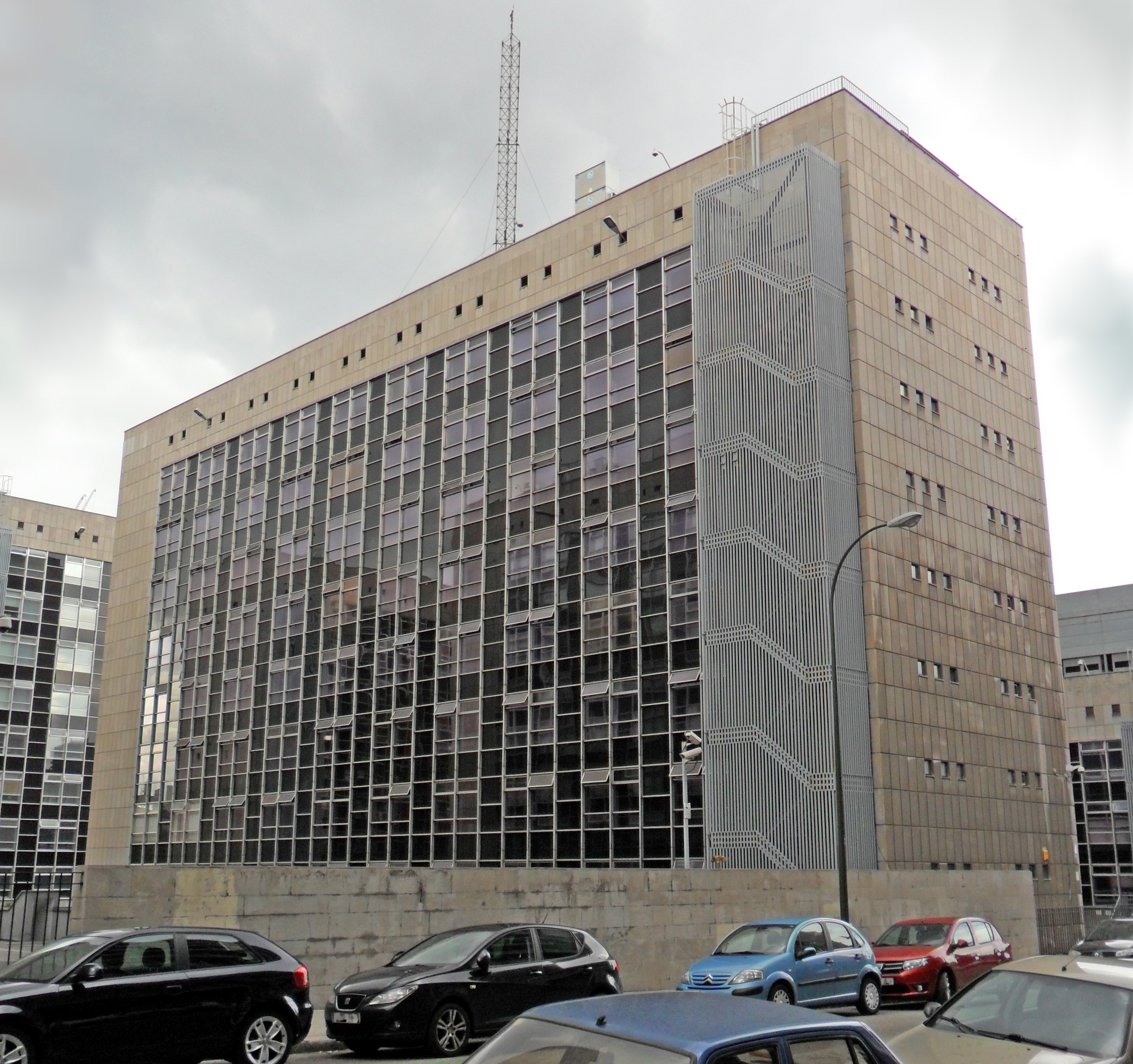
مبنى المقر الرئيسي لشركة نافانتيا

نافانتيا (بالإسبانية: Navantia)‏ هي شركة بناء سفن مملوكة للدولة الإسبانية، والتي تقدم خدماتها للقطاعين العسكري والمدني. وتعتبر خامس أكبر شركة لبناء السفن في أوروبا، وتاسع أكبر شركة في العالم مع أحواض بناء السفن حول العالم. وريثة الشركة لفصل الأصول العسكرية لمجموعة إيزار في عام 2005، تقوم نافانتيا بتصميم وبناء ودعم جميع أنواع السفن السطحية والغواصات والأنظمة. بالإضافة إلى ذلك، فهي تتوسع في أسواق جديدة لتنويع منتجاتها، مثل الطاقة المتجددة والصناعة البحرية وجميع أنواع الخدمات التي تتطلبها الصناعة البحرية.

## الشراكة مع السعودية
وقعت الشركة السعودية للصناعات العسكرية المملوكة للدولة اتفاقا مع شركة «نافانتيا» الإسبانية لتأسيس شركة مشتركة في المملكة لبناء خمس سفن حربية، بحسب ما ذكرت وكالة الأنباء السعودية.
والاتفاق جزء من إطار عمل أوسع تمت الموافقة عليه بين البلدين في أبريل/نيسان تزود بموجبه نافانتيا المملوكة للدولة المملكة بسفن حربية في صفقة قدرت قيمتها بنحو 1.8 مليار يورو (حوالي 2.2 مليار دولار).
وقالت الوكالة إن الاتفاق بين السعودية للصناعات العسكرية ونافانتيا يتضمن تصميم وبناء خمس سفن من طراز أفانتي 2200 على أن يبدأ المشروع هذا الخريف ويتم تسليم آخر سفينة في عام 2022. ولم تذكر الوكالة قيمة للصفقة.
وأضاف البيان الذي نشرته الوكالة أن الاتفاق سيوفر نحو ستة آلاف فرصة عمل على مدى خمس سنوات منها 1100 وظيفة مباشرة.
وقالت الشركة إن المشروع المشترك «سيوطن ما يزيد عن 60% من الأعمال المتعلقة بأنظمة السفن القتالية بما في ذلك تركيبها ودمجها».